# 佐藤比呂志
佐藤 比呂志（さとう ひろし、1955年 - ）は、日本の地質学者。専門は構造地質学。東京大学名誉教授。元東京大学地震研究所地震予知研究センター長。

## 人物・経歴
宮城県仙台市生まれ。1974年岩手県立盛岡第一高等学校卒業。1979年東北大学理学部地学第一学科卒業。1981年東北大学大学院理学研究科博士課程前期修了。1984年東北大学大学院理学研究科博士課程後期単位取得退学、日本学術振興会奨励研究員。1985年茨城大学理学部助手。1986年理学博士。1991年東京大学地震研究所助手。1997年東京大学地震研究所助教授。2004年東京大学地震研究所教授。東京大学地震研究所地震研究所地震予知研究センター長を経て、2021年静岡大学防災総合センター客員教授、東京大学名誉教授。

## 受賞
- 日本地理学会賞 2005[4]
- 物理探査学会論文賞 2012[4]
- New Zealand Geophysical Prize 2013[4]
- 石油技術協会春季講演会優秀発表賞 2013[4]
- New Zealand Geophysical Prize 2015[4]
- 石油技術協会春季講演会優秀発表賞 2017[4]